# 行田市
行田市（日语：／ Gyōda shi */?）是日本埼玉縣北部的城市，人口約8萬人，北與群馬縣隔著利根川。市內多為利根川與荒川的沖積平原，地形平坦。

## 地理
- 河川：利根川、忍川（日语：忍川）、舊忍川、元荒川（日语：元荒川）、星川（日语：星川）、奈良川、福川
- 用水路：武藏水路（日语：武蔵水路）、見沼代用水（日语：見沼代用水）、埼玉用水路（日语：埼玉用水路）、北河原用水、酒卷導水路、玉野用水、新鄉用水路
- 排水路：關根落、長野落、小針落、四號落堀惡水路、野惡水路、前谷落、雁柄落（がんがら落）、青木堀、差首鍋落（さすなべ落）
- 池沼：埼玉沼（日语：埼玉沼）（小針沼）、小埼沼（日语：小埼沼）、長善沼（日语：長善沼）、忍池（しのぶ池）、大池（日语：大池 (行田市)）

## 歷史

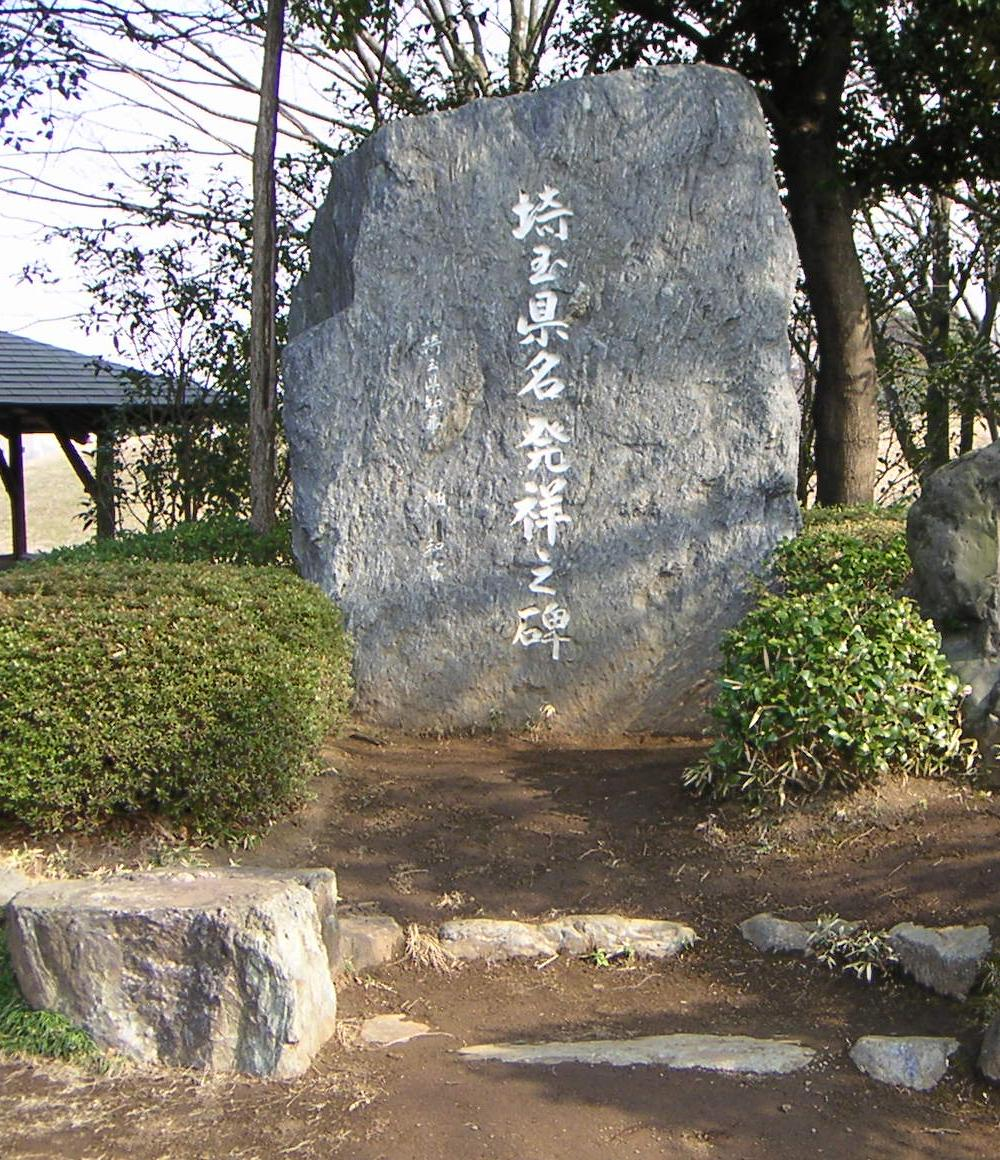
埼玉古墳公園內的埼玉縣名發源碑。

### 近世以前
行田市大字埼玉（さきたま）最早曾出現在『萬葉集』「さきたまの津」、『風土記』「武藏國埼玉郡（さきたまごおり）」，是「埼玉縣」縣名發源地。古墳時代的稻荷山古墳等遺跡曾出土刻有金字的金錯銘鐵劍等貴重文化財。
室町時代建造的忍城是成田氏等武士團的據點。戰國時代因支持後北條氏，在豐臣秀吉小田原征伐中遭到石田三成率軍攻打（忍城之戰）。
江戶時代成為阿部氏、松平氏的城下町，石高十萬石。江戶時代中期開始生產足袋，明治時代成為一大產地。戰後因洋裝化而衰退。

### 近代以後
- 1889年（明治22年）4月1日 - 北埼玉郡成田町、行田町、佐間村合併成立忍町（おしまち）。
- 1902年（明治35年）6月 - 行田馬車鐵道（日语：行田馬車鉄道）創業。
- 1910年（明治43年）9月 - 行田電燈（日语：行田電灯）設立。
- 1937年（昭和12年）4月1日 - 北埼玉郡長野村（日语：長野村 (埼玉県)）、星河村（日语：星河村）、持田村（日语：持田村 (埼玉県)）併入忍町。
- 1949年（昭和24年）5月3日 - 施行市制並改稱行田市。
- 1954年（昭和29年）
  - 3月31日 - 北埼玉郡荒木村（日语：荒木村 (埼玉県)）、須加村（日语：須加村）、北河原村（日语：北河原村）併入行田市。
  - 7月1日 - 北埼玉郡埼玉村（日语：埼玉村）併入行田市。
- 1955年（昭和30年）
  - 7月20日 - 北埼玉郡星宮村（日语：星宮村）併入行田市。
  - 9月30日 - 北埼玉郡太井村（日语：太井村 (埼玉県)）的舊棚田村、門井村區域併入行田市。
  - 10月1日 - 池上、下川上從行田市劃入熊谷市。
- 1956年（昭和31年）4月1日 - 北足立郡吹上町（日语：吹上町 (埼玉県)）堤根、樋上與下忍一部分併入行田市。
- 1957年（昭和32年）3月31日 - 北埼玉郡太田村（日语：太田村 (埼玉県北埼玉郡)）併入行田市。
- 2006年（平成18年）1月1日 - 北埼玉郡南河原村（日语：南河原村）併入行田市。

## 人口
| 行田市人口分布圖 |                                               |  |
| 行田市與日本全國年齡別人口分布比較圖 （2005年資料） | 行田市的年齡、男女別人口分布圖 （2005年資料） |  |
| ■紫色是行田市 ■綠色是全国 | ■藍色是男性 ■紅色是女性                       |  |
| 行田市人口變化 \| 1970年 \| 63,582人 \| \| \| 1975年 \| 69,735人 \| \| \| 1980年 \| 76,960人 \| \| \| 1985年 \| 83,187人 \| \| \| 1990年 \| 87,014人 \| \| \| 1995年 \| 90,427人 \| \| \| 2000年 \| 90,530人 \| \| \| 2005年 \| 88,815人 \| \| \| 2010年 \| 85,801人 \| \| \| 2015年 \| 82,142人 \| \| \| 2020年 \| 78,617人 \| \| |                                               |  |
| 資料來源：日本總務省統計中心提供之人口普查數據 |                                               |  |
| 1970年 | 63,582人                                      |  |
| 1975年 | 69,735人                                      |  |
| 1980年 | 76,960人                                      |  |
| 1985年 | 83,187人                                      |  |
| 1990年 | 87,014人                                      |  |
| 1995年 | 90,427人                                      |  |
| 2000年 | 90,530人                                      |  |
| 2005年 | 88,815人                                      |  |
| 2010年 | 85,801人                                      |  |
| 2015年 | 82,142人                                      |  |
| 2020年 | 78,617人                                      |  |

## 行政

### 歷代首長
| 任（舊忍町） | 姓名       | 就任年月日     | 卸任年月日     |
| ------------ | ---------- | -------------- | -------------- |
| 1            | 村上多熊   | 1889年5月8日   | 1890年12月28日 |
| 2            | 古市直之進 | 1891年3月24日  | 1899年4月11日  |
| 3            | 村上多熊   | 1899年5月4日   | 1903年5月3日   |
| 4            | 吉田謹藏   | 1903年8月26日  | 1911年9月11日  |
| 5            | 森脩       | 1911年11月8日  | 1913年4月7日   |
| 6            | 古市直之進 | 1913年10月11日 | 1921年10月18日 |
| 7            | 水谷麻之助 | 1921年11月9日  | 1928年1月24日  |
| 8            | 高城駿     | 1928年1月25日  | 1945年12月15日 |
| 9            | 原田俊郎   | 1946年3月8日   | 1946年12月24日 |
| 10           | 奥貫賢一   | 1947年4月5日   | 1949年5月2日   |
| 任（市）     | 姓名       | 就任年月日     | 卸任年月日     |
| 1            | 奧貫賢一   | 1949年5月3日   | 1951年4月5日   |
| 2            | 馬場秀夫   | 1951年4月24日  | 1955年4月30日  |
| 3            | 奧貫賢一   | 1955年5月1日   | 1959年4月30日  |
| 4 - 11       | 中川直木   | 1959年5月1日   | 1991年4月30日  |
| 12 - 14      | 山口治郎   | 1991年5月1日   | 2003年4月30日  |
| 15           | 橫田昭夫   | 2003年5月1日   | 2007年4月30日  |
| 16 - 18      | 工藤正司   | 2007年5月1日   | 2019年4月30日  |
| 19           | 石井直彦   | 2019年5月1日   | 2023年4月30日  |
| 20           | 行田邦子   | 2023年5月1日   | 現職           |

## 經濟
本社位在市內的企業
- FIVE IS HOME（ファイブイズホーム）（不動産、建築業）
- 大野建設（建築、建設業）
- 小川工業（土木建築、建設業）
- 樂屋（足袋製造販售）
- 杵屋足袋（きねや足袋）（足袋製造販售）
- Cosmoprints（印刷業）
- Jeco（自動車計器類製造）
- 十萬石福茶屋（和菓子、洋菓子製造販售）
- Showa（汽車零件製造）
- 東旭（日本人形）
- 森乳業（乳製品製造）
- 山本食品工業（漬物）

設置工廠、營業所的企業
- 朝日食品工業（行田工場。豆腐等大豆製品）
- 岩崎電氣（埼玉製作所。照明機器製造）
- 豐國電線（埼玉事業所。電線、纜線製造）
- NIKKO（埼玉工場。洋食器、水處理機器製造）
- Hiday日高（行田工場。食品製造）- 中華料理連鎖店「日高屋」唯一工廠。
- 明和GRAVURE（明和グラビア）（行田工場。化學纖維、特殊印刷）
- RYOSAN（リョーサン）（行田工場。半導體、電子部品、電子機器販售）
- 美思滿製藥（メルスモン製薬）（行田工場。醫藥製造）
- 大塚刷毛製造（東日本配送中心、行田配送中心。塗裝相關製造）

## 姊妹都市、提攜都市
- 桑名市（三重縣）
- 白河市（福島縣）

## 公共設施

### 市設施
- 行田市役所
- 南河原支所
- 保健中心
- 環境課
- 小針清潔中心
- 環境中心
- 勤勞會館
- 商工中心

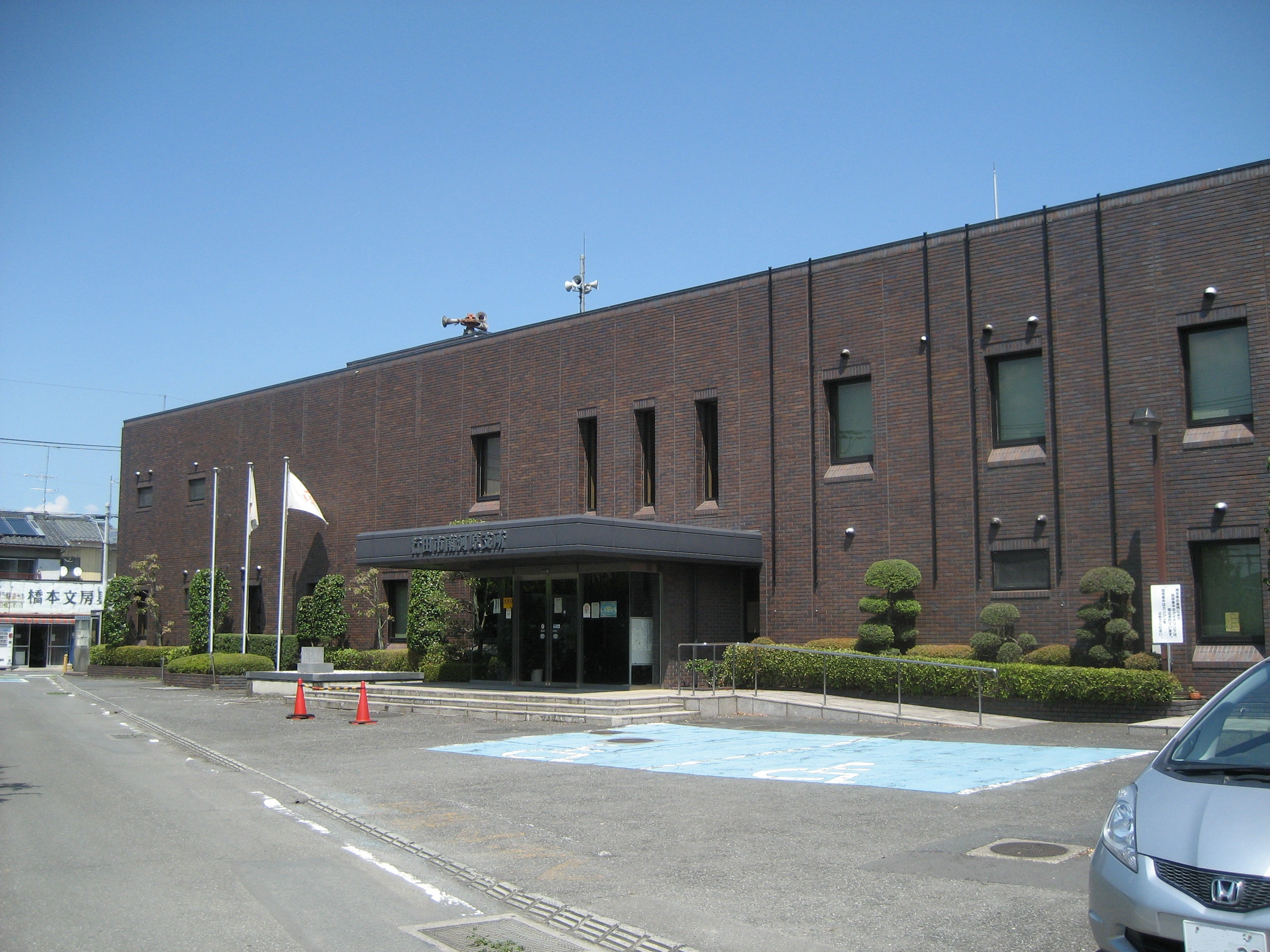
南河原支所（舊南河原村役場）

- 行田市立圖書館（日语：行田市立図書館）（教育文化中心「未來」內）
- 教育研修中心（教育文化中心「未來」內）
- 中央公民館（教育文化中心「未來」內）
- 行田市齋場
- 老人福祉中心大堰永壽莊
- 老人福祉中心南河原莊
- 老人之家大壽莊
- 兒童中心
- 行田市產業文化會館
- 性別平等促進中心VIVA行田（男女共同参画推進センターVIVAぎょうだ）
- 鄉土博物館
- 古代蓮會館（日语：古代蓮の里）
- 總合公園游泳池
- 地域交流中心
- 南河原隣保館
- 社區中心水城（みずしろ）
- 社區中心南河原
- 南河原公民館
- 地域文化中心
- 太田公民館
- 下忍公民館
- 太井公民館
- 星宮公民館
- 埼玉公民館
- 北河原公民館
- 兒童交通公園
- 須加公民館
- 荒木公民館
- 持田公民館
- 星河公民館
- 長野公民館
- 佐間公民館
- 忍·行田公民館
- 史料館
- 總合體育館（行田 Green Arena）
- 市民游泳池
- 埴輪館（はにわの館）
- 教育研修中心（下忍分室）
- 學校給食中心（向日葵）

### 縣設施

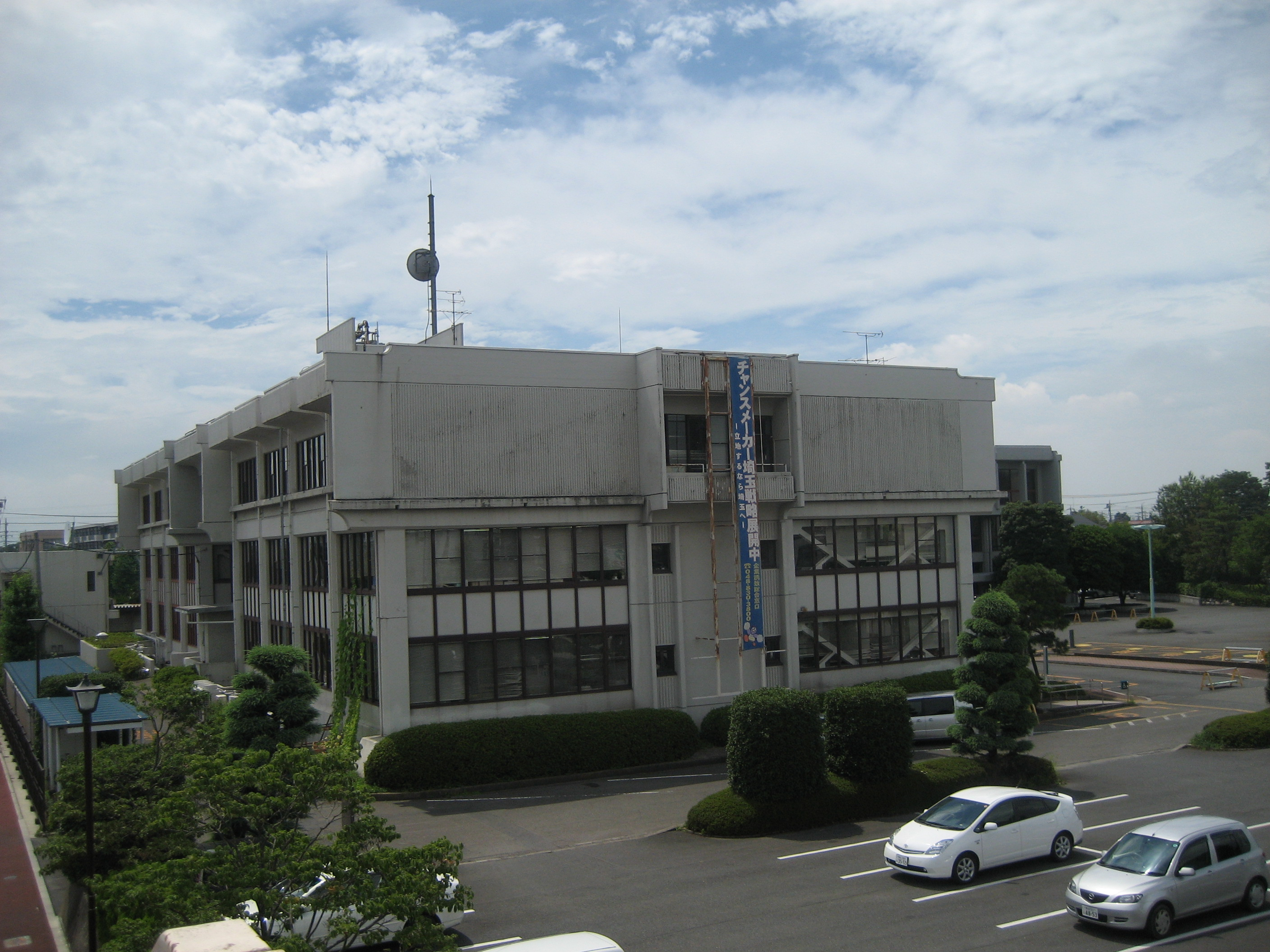
埼玉縣行田合同廳舍

- 埼玉縣立總合教育中心
- 利根地域振興中心
- 行田縣稅事務所
- 行田縣土整備事務所
- 荒川左岸北部下水道事務所
- 埼玉縣企業局（日语：埼玉県企業局）行田淨水場
  - 水質管理中心
- 熊谷建築安全中心行田駐在

### 國家設施
- 行田稅務署
- 行田勞動基準監督署
- 行田公共職業安定所

### 其他設施
- 水資源機構（日语：水資源機構）利根川導水總合事務所（利根大堰）

### 消防
- 行田市消防本部（日语：行田市消防本部）

### 警察
- 行田警察署（日语：行田警察署）

## 廣域行政
- 鴻巢行田北本環境資源組合（本市與鴻巢市、北本市3市的可燃垃圾處理）
- 妻沼南河原環境設施組合（熊谷市妻沼地區與本市南河原地區的排泄物處理）
- 荒川北緣水防事務組合（日语：荒川北縁水防事務組合）（熊谷市、本市、鴻巢市3市的水防事務）

## 教育

### 高等學校
- 埼玉縣立進修館高等學校（日语：埼玉県立進修館高等学校）

### 中學校
- 行田市立忍中學校
- 行田市立行田中學校 （页面存档备份，存于）
- 行田市立長野中學校 （页面存档备份，存于）
- 行田市立見沼中學校 （页面存档备份，存于）
- 行田市立太田中學校 （页面存档备份，存于）
- 行田市立埼玉中學校 （页面存档备份，存于）
- 行田市立西中學校 （页面存档备份，存于）
- 行田市立南河原中學校 （页面存档备份，存于）

### 小學校
- 行田市立中央小學校 （页面存档备份，存于）
- 行田市立南小學校 （页面存档备份，存于）
- 行田市立東小學校 （页面存档备份，存于）
- 行田市立西小學校 （页面存档备份，存于）
- 行田市立北小學校 （页面存档备份，存于）
- 行田市立星宮小學校 （页面存档备份，存于）
- 行田市立太田東小學校 （页面存档备份，存于）
- 行田市立太田西小學校 （页面存档备份，存于）

- 行田市立荒木小學校 （页面存档备份，存于）
- 行田市立下忍小學校 （页面存档备份，存于）
- 行田市立北河原小學校 （页面存档备份，存于）
- 行田市立埼玉小學校 （页面存档备份，存于）
- 行田市立須加小學校 （页面存档备份，存于）
- 行田市立泉小學校 （页面存档备份，存于）
- 行田市立櫻丘小學校 （页面存档备份，存于）
- 行田市立南河原小學校 （页面存档备份，存于）

### 特別支援學校
- 埼玉縣立行田特別支援學校

### 大學
- 物作大學（日语：ものつくり大学）

## 交通

### 鐵道
通過市內西南角的高崎線是往來都心的主要交通手段。通過市內中心地帶的秩父鐵道需至熊谷（高崎線）或羽生（東武伊勢崎線）轉乘才能前往都心。
東日本旅客鐵道
- 高崎線：行田站

秩父鐵道
- 秩父本線：武州荒木站 - 東行田站 - 行田市站 - 持田站

### 巴士
- 朝日自動車（日语：朝日自動車）
- 國際十王交通（日语：国際十王交通）
- 行田市內循環巴士（日语：行田市内循環バス）

### 計程車
計程車營業區域與熊谷市、深谷市、本庄市、加須市、羽生市等同屬縣北交通圈。

### 道路
一般國道
- 國道17號
- 國道17號熊谷繞道
- 國道125號
- 國道125號行田繞道

主要地方道
- 栃木縣道、群馬縣道、埼玉縣道7號佐野行田線
- 栃木縣道、群馬縣道、埼玉縣道20號足利邑樂行田線
- 埼玉縣道32號鴻巢羽生線
- 埼玉縣道59號羽生妻沼線
- 埼玉縣道66號行田東松山線
- 埼玉縣道77號行田蓮田線

一般縣道
- 埼玉縣道128號熊谷羽生線
- 埼玉縣道138號行田停車場線
- 埼玉縣道148號騎西鴻巢線
- 埼玉縣道178號北河原熊谷線
- 埼玉縣道197號武州荒木停車場線
- 埼玉縣道198號行田市停車場線
- 埼玉縣道199號行田市停車場酒卷線
- 埼玉縣道303號彌藤吾行田線
- 埼玉縣道、群馬縣道306號上中森鴻巢線
- 埼玉縣道362號上中條齋條線
- 埼玉縣道364號上新鄉埼玉線

## 觀光

### 觀光地

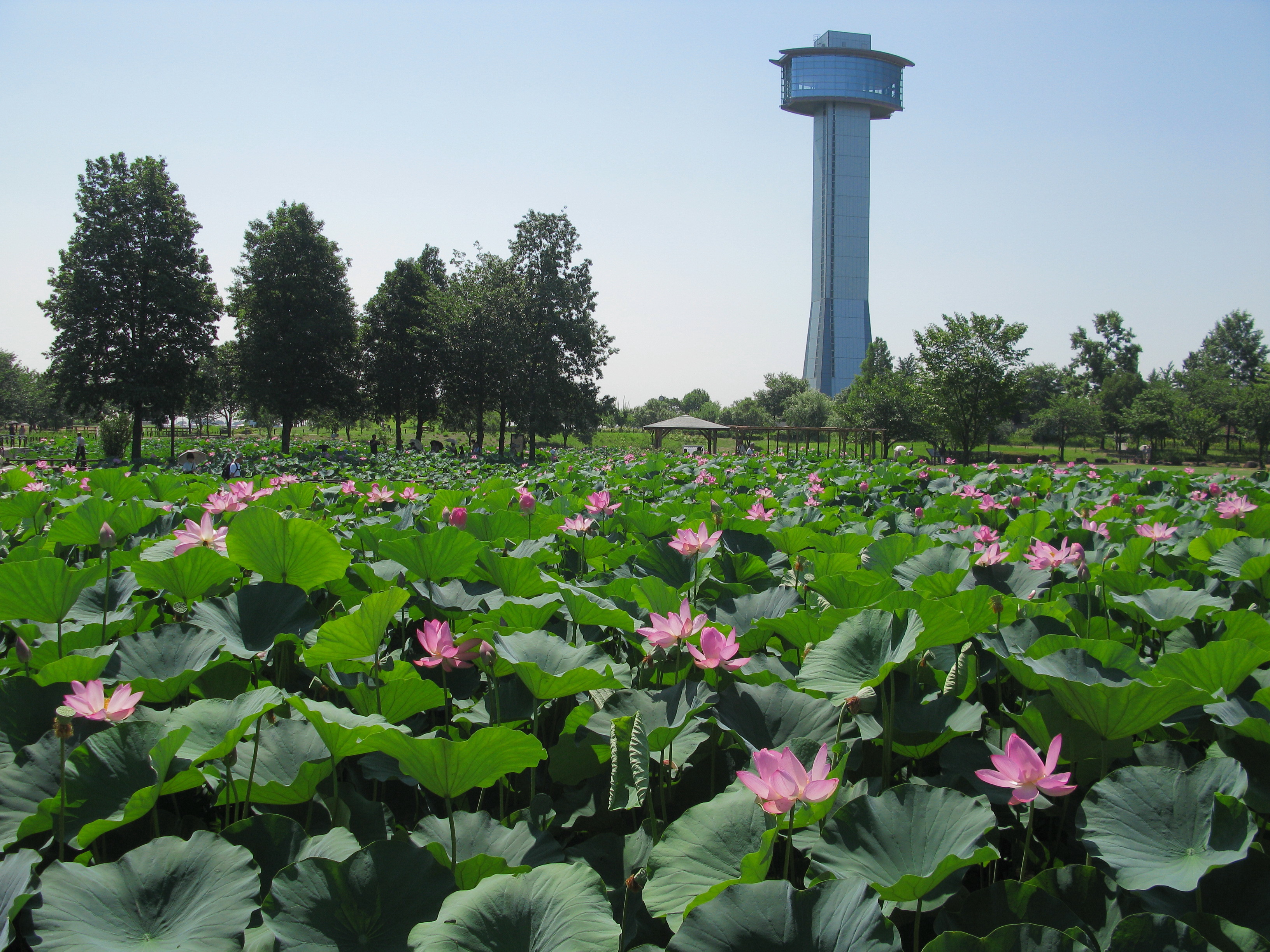
古代蓮之里

- 忍城御三階櫓
行田市鄉土博物館內附設。1873年拆除，1988年重建（但し実在した忍城は平屋だったといわれ、見た目は全く異なる）。
- 古代蓮之里（日语：古代蓮の里）
古代蓮等多種蓮花。古代蓮會館設有展望台。每年7月～8月開花。故鄉創生事業（日语：ふるさと創生事業）之一。
- 埼玉古墳群（埼玉縣立埼玉古墳公園（日语：さきたま古墳公園））
1968年發現「金錯銘鐵劍（日语：稲荷山古墳出土鉄剣）」（國寶）的稻荷山古墳（日语：稲荷山古墳 (行田市)）與日本最大級圓墳丸墓山古墳（日语：丸墓山古墳）
- 水城公園
1964年4月開園，是埼玉縣內最古老的都市計畫公園。
- 藏
現在市內保留著部分藏造建築。

### 祭典
- 埼玉火祭（さきたま火祭り）（每年5月4日）

## 外部連結
行政
- 行田市 （页面存档备份，存于）

觀光
- 行田市觀光協會 （页面存档备份，存于）